# Mohamed Fahmy
Mohamed Fadel Fahmy (àrab: محمد فاضل فهمى, Muḥammad Fāḍil Fahmī; pronunciat [mæħæmmæd fɑːdˤel fæhmi]) (el Caire, 27 d'abril de 1974) és un periodista i escriptor canadenc d'origen egipci. Fahmy ha treballat extensament en l'Orient Mitjà, sobretot per a la CNN. Va cobrir la guerra de l'Iraq el 2003 pel diari Los Angeles Times i va entrar a l'Iraq el primer dia de la guerra. Al cap d'un any va publicar el seu primer llibre, Bagdad Bound. El 2010 i 2011 va cobrir la Primavera Àrab, feina per la qual va rebre un Premi Peabody. El setembre de 2013, va acceptar un nou lloc com a cap de la secció d'internacional d'Al Jazeera English, amb seu a Egipte.
El 29 de desembre de 2013, ell i altres dos periodistes d'Al Jazeera English, Peter Greste i Baher Mohamed, van ser detinguts per les autoritats egípcies. El 23 de juny de 2014, el Tribunal Penal del Caire va declarar culpable a Fahmy i el va condemnar a set anys de presó a la presó de Tora, una presó de màxima seguretat.
L'1 de gener de 2015, el Tribunal d'Apel·lacions va anunciar un nou judici per Fahmy, Mohamed i Greste, a qui no se'ls va permetre la llibertat sota fiança. Fahmy va renunciar a la seva ciutadania egípcia el 3 de febrer de 2015. El 12 febrer 2015 tant Fahmy com Baher Mohamed van ser posats en llibertat sota fiança. El 29 d'agost de 2015, Fahmy, Mohamed i Greste van ser condemnats cadascun a tres anys de presó pel nou judici.